# Круглякова-Невель Ніна Іллівна
Ніна Іллівна Кругляко́ва-Неве́ль (27 грудня 1885, Олешки — 22 лютого 1974, Львів) — українська радянська скульпторка.

## Біографія
Народилася 15 [27] грудня 1885 року у місті Олешках Дніпровського повіту Таврійської губернії (тепер Херсонська область, Україна). 1932 року закінчила Одеський художній інститут (викладачі Петро Мітковіцер, Григорій Теннер, Борис Яковлєв). З 1935 року брала участь в українських республіканських виставках.
Мешкала у Львові в будинку на вулиці Гіпсовій, 12, квартира 2. Померла у Львові 22 лютого 1974 року.

## Роботи
Працювала у галузях станкової, монументальної та декоративної скульптури. Роботи:
- «Марія Демченко» (1936);
- барельєфи на спортивну тему для кінотеатру у Ворошиловграді (гіпс, 1934—1935);
- портрети: «М. Некрасов», гіпс, 1938; «О. М. Горький», 1939; «С. Тудор», гіпс, 1947; гіпс, «М. Заньковецька», 1950;
- скульптурні композиції: «Ленін у дитинстві», залізобетон, 1942; «Партизани», 1948—1949; «Ленін-гімназист», залізобетон, 1964.